# Miyako jofu
Miyako jofu (japanisch 宮古上布) ist ein handgewebter Ikat-Textilstoff, der mit Indigo gefärbt und aus farbbeständigen Garnen aus handgesponnenem Ramie gewebt wird. Jofu bedeutet ein Ramie-Textil. Die Insel Miyako, die zu den Sakishima-Inseln in der Präfektur Okinawa gehört, ist für die Herstellung des Miyako-jofu-Textils bekannt. Als hochwertiges indigogefärbtes Textil wurde es zum wichtigen immateriellen Kulturgut Japans erklärt.

## Geschichte

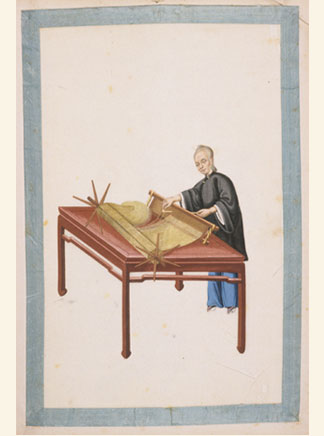
Vorbereitung von Ramiefasern zum Weben. Bild 35, aus Die Geschichte der Ramie vom Samen bis zum fertigen Kleidungsstück. Dieser fünfbändige, in Brokat gebundene Satz von 62 chinesischen Aquarellen wurde von Sidney und Mildred Edelstein gesammelt. Die Aquarelle zeigen in chronologischer Reihenfolge den Prozess der Herstellung von Ramiestoff in China in den 1820er Jahren. Die Sammlung wird von einer Transkription eines handgeschriebenen Textes begleitet, der die Schritte der Ramiestoffherstellung beschreibt

Man geht davon aus, dass auf der Insel Miyako-jima seit dem 15. Jahrhundert Textilien aus der Ramiepflanze hergestellt werden. Vor etwa 400 Jahren drohte ein Schiff des Königreichs Ryukyu (das heutige Okinawa) voller Geschenke für die chinesische Ming-Dynastie aufgrund der Schäden, die ein schwerer Taifun angerichtet hatte, zu sinken. Ein Mann aus Miyakojima tauchte in das Meer und reparierte das Schiff. Dank des Mutes des Mannes konnten alle Passagiere des Schiffes gerettet werden. Der König von Ryukyu lobte den Mann und beauftragte ihn mit der Aufgabe eines Trauerpriesters. Die Frau des Mannes war so erfreut, dass sie der königlichen Regierung ein Textil schenkte, was angeblich der Beginn von Miyako Jofu war. Danach wurde  der Regierung von Ryukyu etwa zwanzig Jahre lang ein solches Textil geschenkt.
Die Herrschaft über Ryukyu wurde 1609 von der Provinz Satsuma, die heutige Präfektur Kagoshima, übernommen und 1637 wurde eine Kopfsteuer eingeführt. Damit wurde es zur Aufgabe der Frauen von Ryukyu, Miyako-Ramietextilien herzustellen und diese der Regierung von Satsuma als Steuerzahlung vorzulegen. Die unter strenger Aufsicht von Regierungsbeamten hergestellten Textilien wurden weithin als feine und hochwertige Textilien namens Satsuma Jofu bekannt.
Zu dieser Zeit wurden in einem Dorf das Verwaltungsbüro, die Spinnhütte und die Webhütte errichtet und jeder Prozess des Spinnens und Färbens von Garnen sowie des Webens und Klopfens des gewebten Stoffes wurde aufgeteilt und in jeder Hütte in einem Dorf durchgeführt. Hajichi, das Tätowierungsmuster, das eine Frau webte, wurde als Zeichen ihres Könnens in den Handrücken eingraviert. Das Muster von Hajichi wurde zum Stoffmuster von Miyako. Die Herstellung Jofu wurde so aufwändig, dass die Prüfung des gewebten Stoffes streng war.
Miyako-jofu wurde als Satsuma-Stoff zu den Kansai gebracht, und Satsuma-Händler handelten in der zweiten Hälfte des 19. Jahrhunderts zu hohen Preisen mit diesen Stoffen. 1903 wurde die Kopfsteuer abgeschafft und erstmals eine Miyako-Textilgenossenschaft gegründet. In der Taisho-Zeit wurden in Miyako über 10.000 Jofu-Stücke produziert. Als Kasuri-Simebata, die Maschine zum Binden von Garnen, eingeführt wurde, wurden die Stoffmuster im Vergleich zum Binden von Hand klarer und komplizierter. Die Produktion von Jofu wurde in Miyako während des Zweiten Weltkriegs unterbrochen, aber kurz nach dem Krieg wurde 1946 die Miyako Textile Trade Association gegründet. Danach wurde 1958 die Miyako Textile Business Cooperative Association gegründet. Die Produktion von Jofu belief sich 1953 auf 2064 Stück, danach ging sie jedoch drastisch zurück. 1982 wurden 288 Stück und in der zweiten Hälfte der 1990er Jahre wurden weniger als 100 Stück hergestellt.
Miyako-jofu wurde 1975 in der Kategorie Traditionelles Kunsthandwerk des Kabinetts des Ministers für internationalen Handel und Industrie und 1978 auch in der Kategorie Wichtige immaterielle Kulturgüter der Agentur für kulturelle Angelegenheiten zugelassen. Da die Japaner in der Zeit nach dem Zweiten Weltkrieg ihren Kleidungsstil vom Kimono zum westlichen Stil änderten, ging die Nachfrage nach Miyako-jofu zurück.

## Produktionsprozess von Miyako-jofu

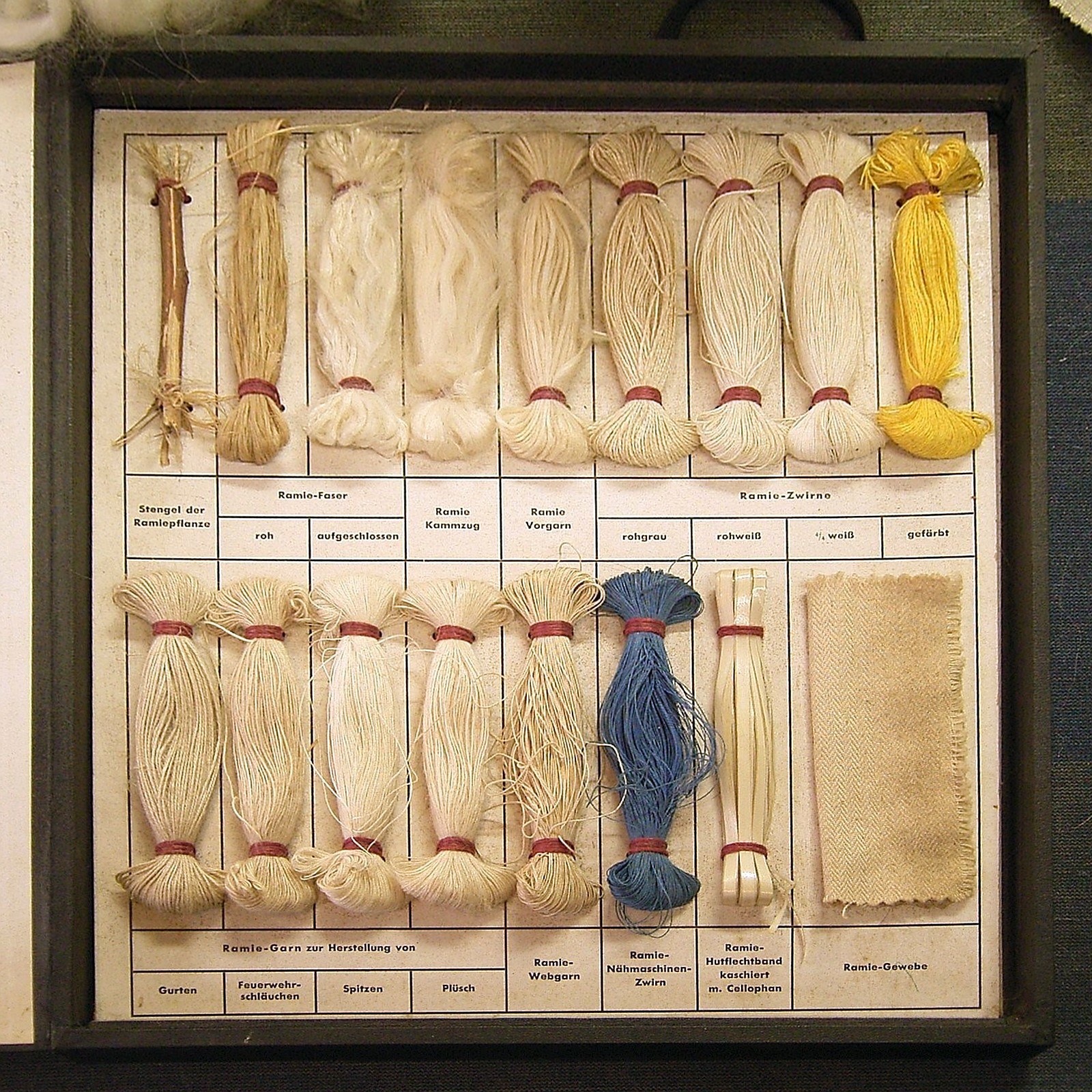
Muster von Ramiefaser, -garn und -gewebe im Wülfing-Museum

### Ramiepflanze
Die Ramiepflanze, die zur Familie der Brennnesselgewächse gehört und eine mehrjährige Pflanze ist, ist seit langem auf Okinawa heimisch. Sie wächst in etwa vierzig Tagen und kann etwa fünfmal im Jahr geerntet werden. Es ist nicht ungewöhnlich, dass der Produktionsprozess vom ersten Spinnen der Fäden bis zur Fertigstellung einer Textilrolle einige Jahre dauert. Bei einem Batikverfahren werden die Kettfäden wiederholt mit Ryukyu-Indigo gefärbt, und es werden mindestens 1120 Fäden verwendet, um den Kettfaden zu bilden. Das Weben dauert mehr als drei Monate, und wenn der Stoff gewebt ist, kann man ein Schildpatt- oder Blumenmuster in einem feinen weißen Kasuri-Muster erkennen. Dieses Handwerk erhält durch das Hämmern, den letzten Produktionsschritt, eine weiche und glänzende Textur.

### Garnherstellung
Der Prozess beginnt mit dem Abziehen der äußeren Haut vom Stängel der Ramiepflanze. Die Stängel werden dann in Wasser eingeweicht, bis sie weich werden und die Fasern abgeschabt werden können. Die Fasern werden mit Fingernägeln oder Fingerspitzen in dünne Fäden gespalten. Der Faden ist so dünn, dass er mit bloßem Auge kaum zu erkennen ist, aber die Fasern werden getrennt, um einen dünnen, leichten Stoff zu weben.
Nach dem Spinnen des Garnes wird dieses entsprechend dem Muster gebunden. Danach wird gefärbt, gewebt, gewaschen und dann der Stoff geklopft.

### Muster
Früher wurde Jofu mit Streifen und ohne Muster hergestellt, in der Meiji-Zeit wurde Doppel-Ikat mit Kreuzmuster hergestellt, und heute gibt es verschiedene Jofu-Muster. Das Muster wird auf Millimeterpapier gezeichnet. Mit Leim werden die Kett- oder Schussfäden so ausgerichtet, dass sie nicht von den Ikat-Mustern abweichen. Früher wurde es mit Kochbananengarnen von Hand gebunden, heute wird es mit Kasuri-Shimebara gebunden, der Bindemaschine aus der Taisho-Zeit bis heute.
Zum Färben wird Indigo von der Hauptinsel Okinawa und Miyako verwendet. In den Topf wird etwas Wasser gegeben, Baumasche hinzugefügt und erwärmt und abgekühlt. In dieses Wasser wird Indigo gegeben und 5–6 Tage lang fermentiert. Die Garne werden viele Male in der Färbeflüssigkeit eingeweicht und getrocknet, und dieser Vorgang wird wiederholt.
Danach wird der Stoff mit einer Webmaschine gewebt. Nachdem der Stoff etwa 10 cm lang gewebt ist, wird die Unregelmäßigkeit des Musters vorbereitet und korrigiert. Der gewebte Stoff wird mit heißem Wasser gewaschen, dabei werden Kleber und Schmutz abgewaschen. Der Stoff wird von Hand ausgewrungen und die Breite des Stoffes wird zum Zeitpunkt der Halbtrocknung vorbereitet. Anschließend wird Stärkeleim der Süßkartoffel auf das getrocknete Tuch aufgetragen. Nach dem Trocknen wird das Tuch gefaltet und mit einem Holzhammer auf die Oberfläche und die Rückseite des Tuches geschlagen.

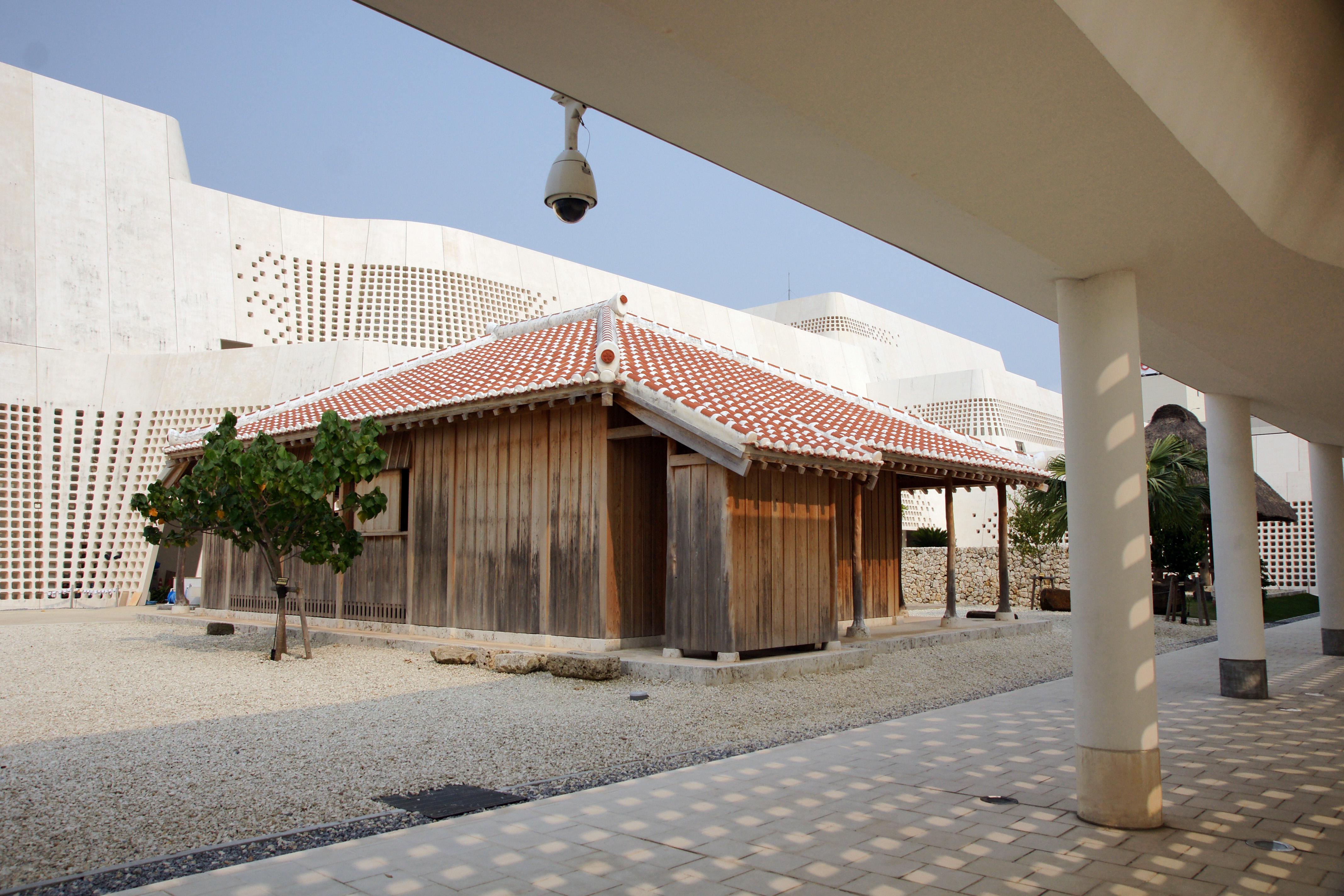
Okinawa Prefectural Museum & Art Museum, Naha, Präfektur Okinawa

Hochwertiges Jofu muss vor allem dünn sein. In Okinawa ist es heiß und feucht, deshalb bevorzugen die Einwohner atmungsaktive Stoffe. Ballen, die für die Steuer hergestellt wurden, unterlagen strengen Qualitätskontrollen. Ein Standardballen musste so dünn sein, dass er, wenn er gerollt wurde, durch das Loch einer Kupfermünze im Wert von 3 Sen passte. Alles, was den Test nicht bestand, wurde als Stoff mittlerer oder niedriger Qualität eingestuft.
Die Techniken der Stoffherstellung unterscheiden sich in schneereichen Regionen von Produktionstechniken in heißen und feuchten Regionen. Es gibt regionale Unterschiede zwischen den traditionellen Hanfkleidungsstücken Okinawas. Im Vergleich zu den Yaeyama Jofu, die mit Rostrot gefärbt sind, sind Miyako Jofu mit Indigo gefärbt und haben einen eher dunkelblauen Ton.